# إيمانول غارسيا دي ألبينيز
إيمانول غارسيا دي ألبينيز (بالإسبانية: Imanol García de Albéniz) هو لاعب كرة قدم إسباني في مركز ظهير ‏، ولد في 8 يونيو 2000 في Gallarta ‏ في إسبانيا. لعب مع أتلتيك بيلباو ب ونادي إيبار ونادي باسكونيا ونادي ميرانديس.

## وصلات خارجية
- إيمانول غارسيا دي ألبينيز على موقع قاعدة بيانات كرة القدم.إي يو (الإنجليزية)
- إيمانول غارسيا دي ألبينيز على موقع ليكيب (الفرنسية)
- إيمانول غارسيا دي ألبينيز على موقع Soccerway.com (الإنجليزية)